# Markgrafschaft Mähren
Die Markgrafschaft Mähren (tschechisch Markrabství moravské) war eine Monarchie in Mitteleuropa, die vom Jahre 1182 bis 1918 auf dem Gebiet der historischen Region Mähren bestand. Hauptstadt des Landes war bis 1641 Olmütz und später Brünn.
Das Land gehörte zu den Ländern der Böhmischen Krone und bildete zusammen mit dem Königreich Böhmen und dem Herzogtum Ober- und Niederschlesien deren Kerngebiet. 1526 geriet es unter die Herrschaft der Habsburger und war seit 1804 beziehungsweise 1867 ein Kronland des Kaisertums Österreich und Österreich-Ungarns. Nach dem Ersten Weltkrieg wurde die Markgrafschaft aufgelöst und Mähren Teil der neu entstandenen Tschechoslowakei.

## Geschichte

### Anfänge
Die Markgrafschaft Mähren entstand mit deren Erhebung im Jahre 1182. Erster Markgraf wurde Konrad III. Otto. Seine Herrschaft dauerte aber nur kurz (1182–1191). Bereits 1198 wurde Mähren mit dem neu entstandenen Königreich Böhmen vereinigt. Diese formale Union endete bereits 1197 und Vladislav Heinrich wurde neuer Markgraf. Sowohl er als auch sein Vorgänger entstammten dem Geschlecht der Přemysliden, die gleichzeitig als Könige in Böhmen regierten.
Die Přemysliden regierten Mähren seit dem Herrschaftsantritt des ersten mährischen Fürsten Břetislav I. im Jahre 1029 bis zu ihrem Aussterben 1306 fast 300 Jahre lang. Auf die Dynastie folgte für ein Jahr das Haus Habsburg unter Rudolf III., der das Gebiet geerbt hatte und gleichzeitig König von Böhmen war.

### Unter den Luxemburgern bis 1437
Im Jahr 1310 wurde Johann von Luxemburg König von Böhmen und Markgraf von Mähren. Mit ihm kamen die deutschen Luxemburger zur mährischen Herrschaft. Ihm folgte sein Sohn Karl IV. nach. Unter ihm erlebte Mähren, wie auch Böhmen, einen wirtschaftlichen und bildungstechnischen Aufschwung. Karl regierte als Markgraf jedoch nur kurz und übergab seinem Bruder Johann Heinrich 1349 den Titel. Nach dessen Tod im Jahre 1375 wurde sein Sohn Jodok (Jost) († 1411) Markgraf von Mähren, dieser teilte die Herrschaft im Land mit seinen Brüdern Prokop († 1405) und Johann Sobieslav († 1394). Sigismund, der letzte Luxemburger,
König von Böhmen und Markgraf in Mähren, vereinte die Herrschaft in Mähren 1419 wieder. Nach seinem Tod 1437 brachen für das Land turbulente Zeiten an.
In einer kurzen Zeitspanne regierten drei Herrscherhäuser die Markgrafschaft. Zuerst die Habsburger bis 1457 und das Haus Podiebrad bis 1469. Zwischen 1479 und 1490 war Mähren ein Teil des Königreichs Ungarn von Matthias Corvinus und dann herrschten die polnischen Jagiellonen bis 1526.

### Unter den Habsburgern bis 1867

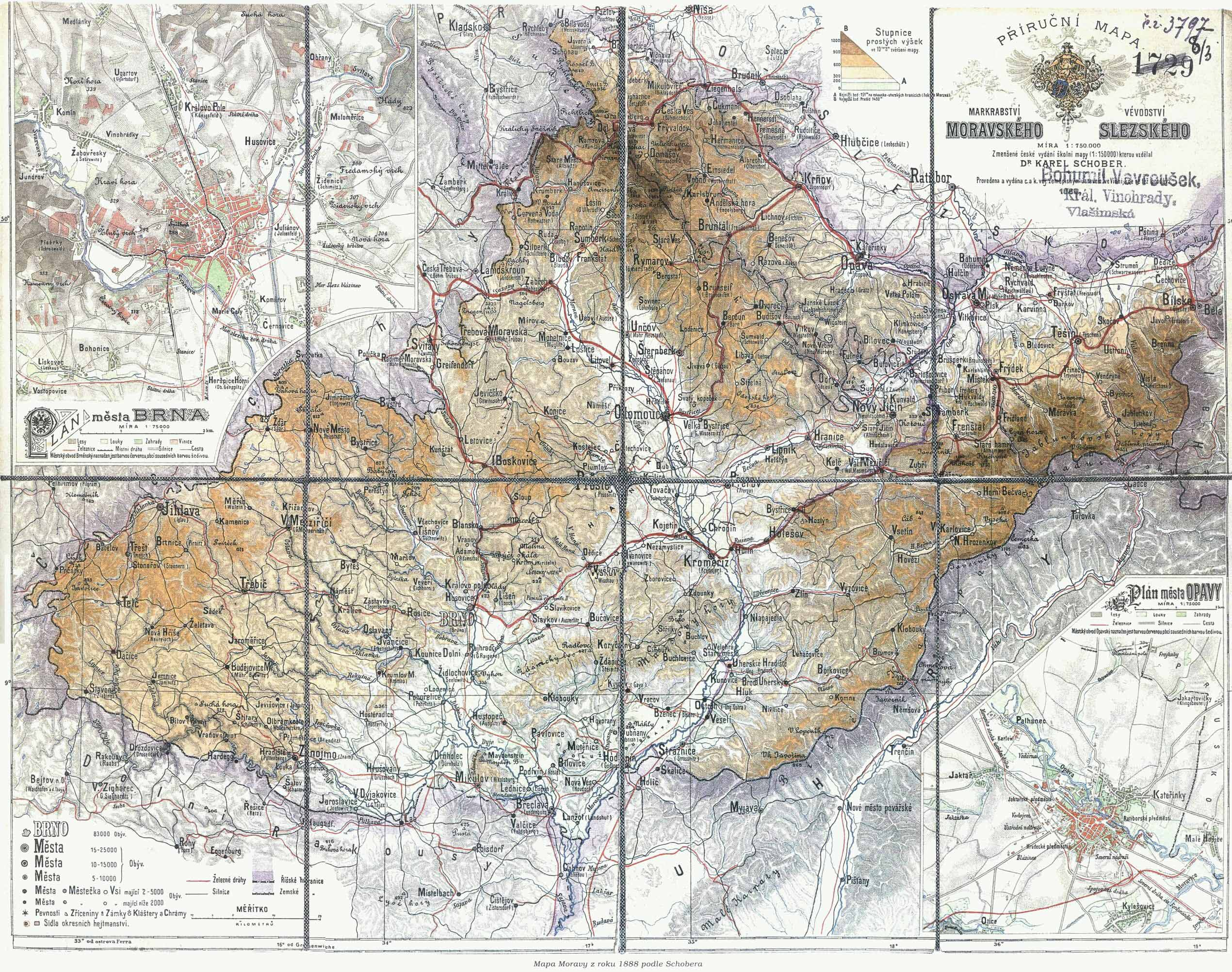
Mähren und das Herzogtum Ober- und Niederschlesien, 1888

1469 wurde Mähren vom Königreich Ungarn besetzt. Der ungarische König Matthias Corvinus versuchte mit Unterstützung des mährischen Adels die böhmische Königskrone an sich zu reißen und ließ sich im gleichen Jahr zum neuen König von Böhmen wählen. Er konnte aber nie ganz die Herrschaft über das Königreich Böhmen erlangen, hatte aber de facto die Macht in Mähren. 1479 kam es im Frieden von Olmütz zu einer Einigung mit König Vladislav II. von Böhmen und Ungarn und Corvinus durfte Mähren bis zu seinem Tod behalten.
Nach der Eroberung des Großteils Ungarns durch die Osmanen übernahmen die Habsburger, wie in allen böhmischen Ländern, auch 1526 in Mähren die Macht. In die Zeit ihrer Herrschaft fielen wichtige Ereignisse der mährischen Geschichte, wie der Dreißigjährige Krieg, Absolutismus und die Schlesischen Kriege.
Während der Schlesischen Kriege und zuletzt im Deutschen Krieg von 1866 bestand, wie bei Böhmen, für Mähren die Gefahr, vom Königreich Preußen annektiert zu werden. Erst mit der deutschen Reichsgründung 1871 konnte man davon absehen.
1804 wurde Mähren ein Kronland des Kaisertums Österreich. Nach dem Ausgleich zwischen Österreich und Ungarn 1867, indem die Doppelmonarchie Österreich-Ungarn entstand, blieb die Markgrafschaft Mähren Teil der österreichischen Reichshälfte. Das Land erhielt aber mehr Rechte und wurde eine konstitutionelle Monarchie.

### Von der Industrialisierung zum Ende (1867–1918)

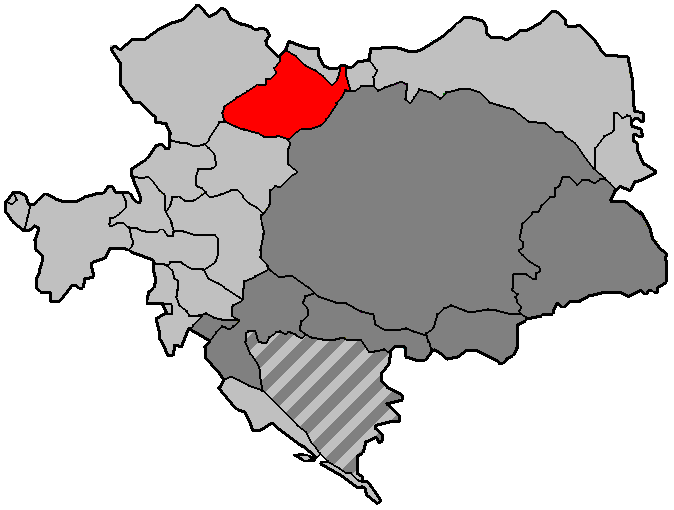
Mähren innerhalb Österreich-Ungarns

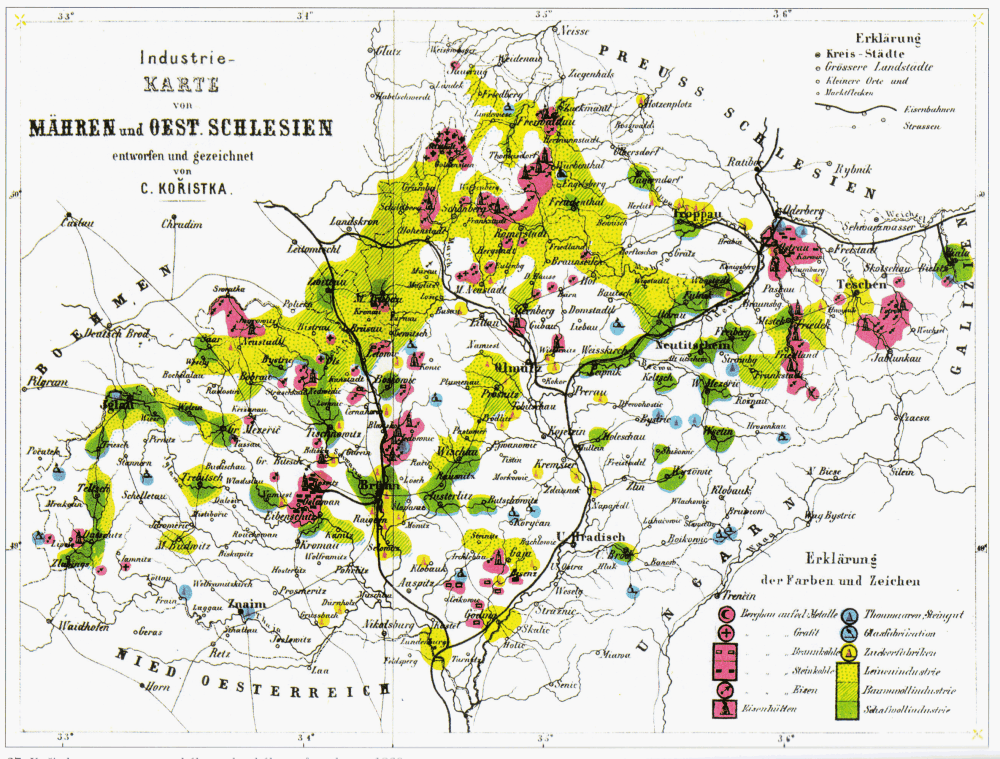
Karte der Industriebetriebe in Mähren, 1860

Die Zeit Österreich-Ungarns bildete für Mähren noch einmal eine Zeit des Aufschwungs. Die Industrialisierung und Urbanisierung verbesserte für große Teile der Bevölkerung den Lebensstandard. Mähren entwickelte sich, nach Böhmen, zu einem der fortschrittlichsten und reichsten Kronländer der Doppelmonarchie.
Der um die Jahrhundertwende immer stärker werdende Nationalismus der europäischen Völker hielt auch in Mähren Einzug. Es kam zu ersten ernsthaften Spannungen zwischen der deutschen und tschechischen Bevölkerung im Land. Dem versuchte die Wiener Regierung durch einen Ausgleich entgegenzuwirken. Der sogenannte Mährische Ausgleich, der durch den Erlass von vier Landesgesetzen verwirklicht wurde, bildete eine wichtige Vorstufe zu einem österreichisch-tschechischen Ausgleich und konnte die ethnischen Konflikte im Kronland weitgehend besänftigen.
In der Mitte des Ersten Weltkriegs kam 1916 mit Karl I. der letzte mährische Markgraf auf den Thron. Am 28. Oktober 1918, kurz vor der Auflösung Österreich-Ungarns am 31. Oktober, wurde Mähren Teil der neu ausgerufenen Tschechoslowakischen Republik. Am 11. November, als Karl I. auf jeden Anteil an den Staatsgeschäften innerhalb der österreichischen Reichshälfte verzichtete, verlor er auch seine Herrschaft in Mähren. Das Land bestand in seiner Form noch bis zum 1. Januar 1949 als eine Region der Tschechoslowakei und ist seit 2000 auf mehrere Regionen der Republik aufgeteilt.

## Staat und Verwaltung

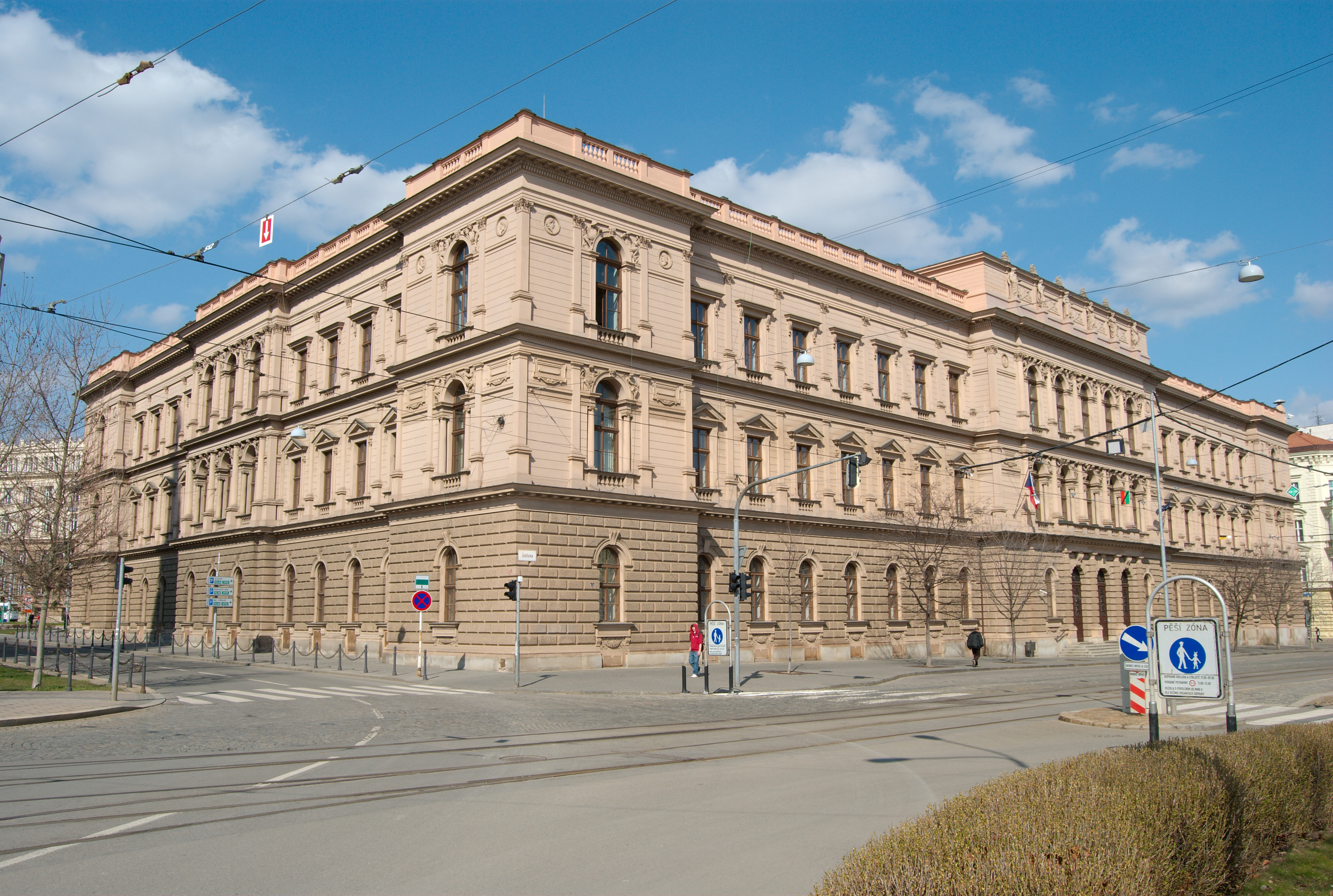
Mährischer Landtag. Heute Sitz des Verfassungsgerichts der Tschechischen Republik

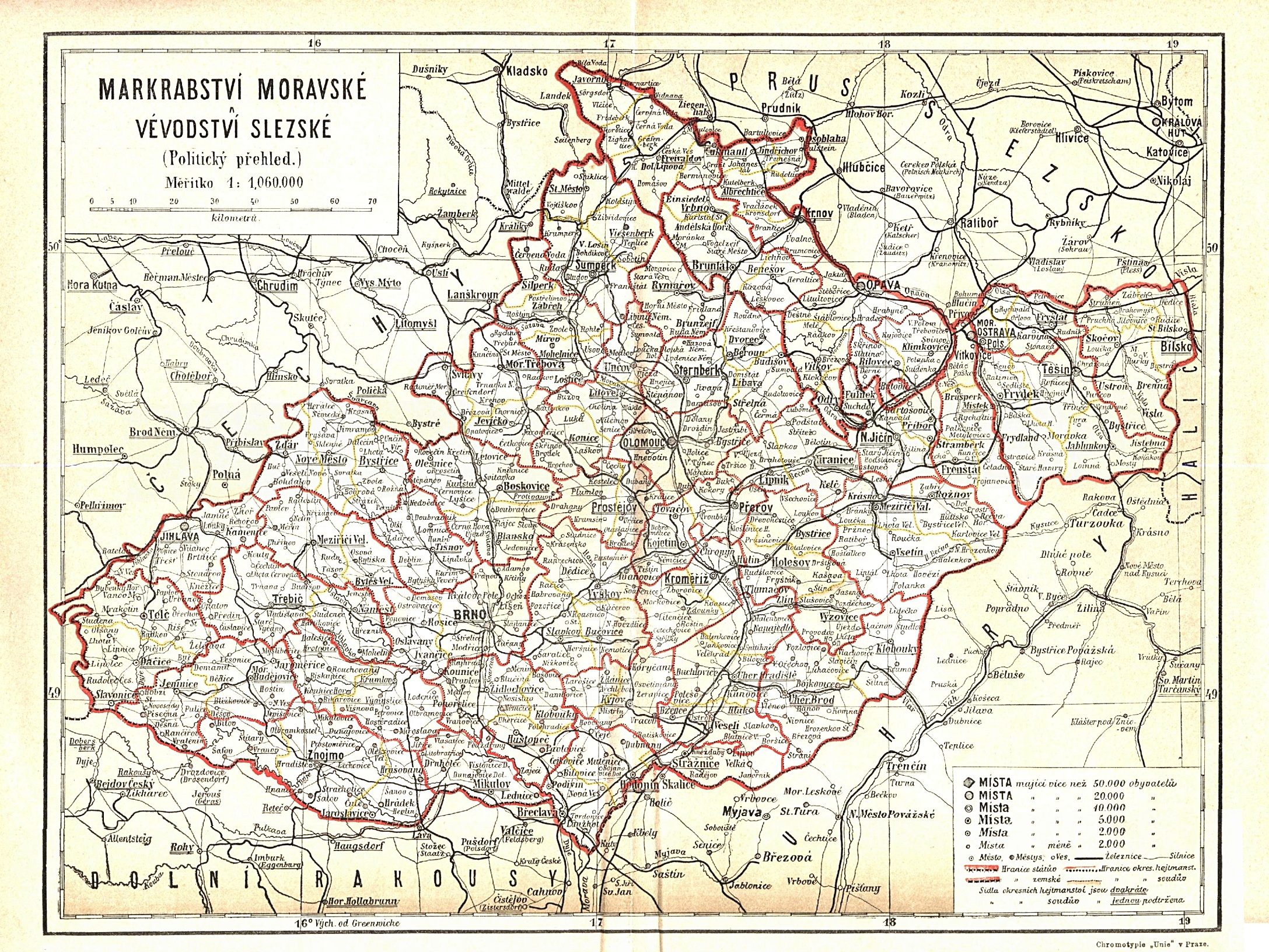
Politische Bezirke in Mähren und Schlesien, 1897

Mähren war seit seiner Gründung 1182 ein reichsunmittelbares Territorium des Heiligen römischen Reiches. 1804 wurde es als ein Kronland eine Verwaltungseinheit des Kaisertums Österreich. Als Kronland Österreich-Ungarns ab 1867 verfügte Mähren innerhalb Cisleithaniens über weitgehende innere Autonomie. Die Monarchie verfügte seit 1861 über einen gewählten eigenen Mährischen Landtag mit 151 Abgeordneten und entsandte Abgeordnete in den cisleithanischen Reichstag nach Wien.
Die Landesverfassung von Mähren wurde am 30. Dezember 1849 erlassen. Sie wurde am 31. Dezember 1851 aufgehoben und am 26. Februar 1861 wieder eingesetzt. Formal war sie bis zur Verabschiedung der tschechoslowakischen Verfassung von 1920 (Ústavní listina Československé republiky)  durch die Nationalversammlung in Kraft.
An der Spitze der zentralstaatlichen Verwaltung Mährens stand die k.k. Statthalterei in Brünn, geleitet vom kaiserlich eingesetzten Statthalter der die sämtlichen zentralstaatlichen Ämter mit Ausnahme der Gerichte in unmittelbarer oder mittelbarerer Weise unterstellt waren. Die mährische Selbstverwaltung leitete der Landesausschuss (Regierung für Mähren) unter Leitung des Landeshauptmanns, dem von seinen Mitgliedern gewählten Vorsitzenden des Landtags. Zu den wichtigsten staatlichen Zentralstellen des Landes gehörte der k.k. Landesschulrat, der k.k. Sanitätsrat, die k.k. Polizeidirektion in Brünn, die k.k. Landesfinanzdirektion, die k.k. Post- und Telegraphendirektion, die k.k. Staatsbahnbetriebsdirektion, die in Olmütz ihren Sitz hatte, während alle anderen Zentralämter in der Landeshauptstadt amtieren.
In Olmütz war auch das oberste Gericht des Landes, das k.k. Oberlandesgericht für Mähren und Schlesien, dem das Landesgericht in Brünn und die Kreisgerichte in Olmütz, Iglau, Znaim, Ungarisch Hradisch und Neutitschein unterstanden.
1910 umfasste Mähren 2 897 Ortsgemeinden, 3 291 Ortschaften. Brünn, Iglau, Kremsier, Olmütz, Ungarisch Hradisch und Znaim bildeten freie Städte.
Selbst gliederte sich das Kronland seit dem 14. Jahrhundert in sechs große Kreise (tschechisch Okres): Brünn, Iglau, Olmütz, Prerau, Ungarisch Hradisch und Znaim.
1848 kam es zur Umstrukturierung und zur Schaffung von kleineren politischen Bezirken und Gerichtsbezirken. Diese wurden 1861 noch einmal umstrukturiert (Siehe Mähren#Verwaltungsgliederung).

### Liste der Markgrafen
Die mährischen Markgrafen waren zumeist auch in Personalunion die Könige von Böhmen. Es gab bis 1918 46 Markgrafen. Der Titel bestand seit Matthias II.  nur noch formal.

## Wirtschaft

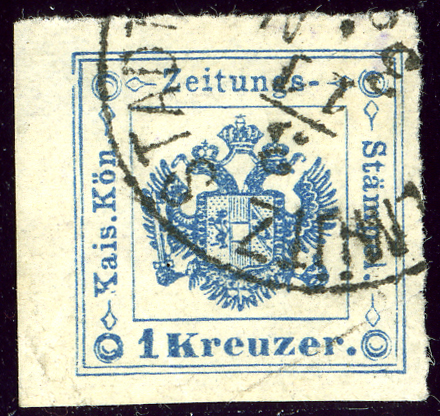
Briefmarke für Olmütz, 1877

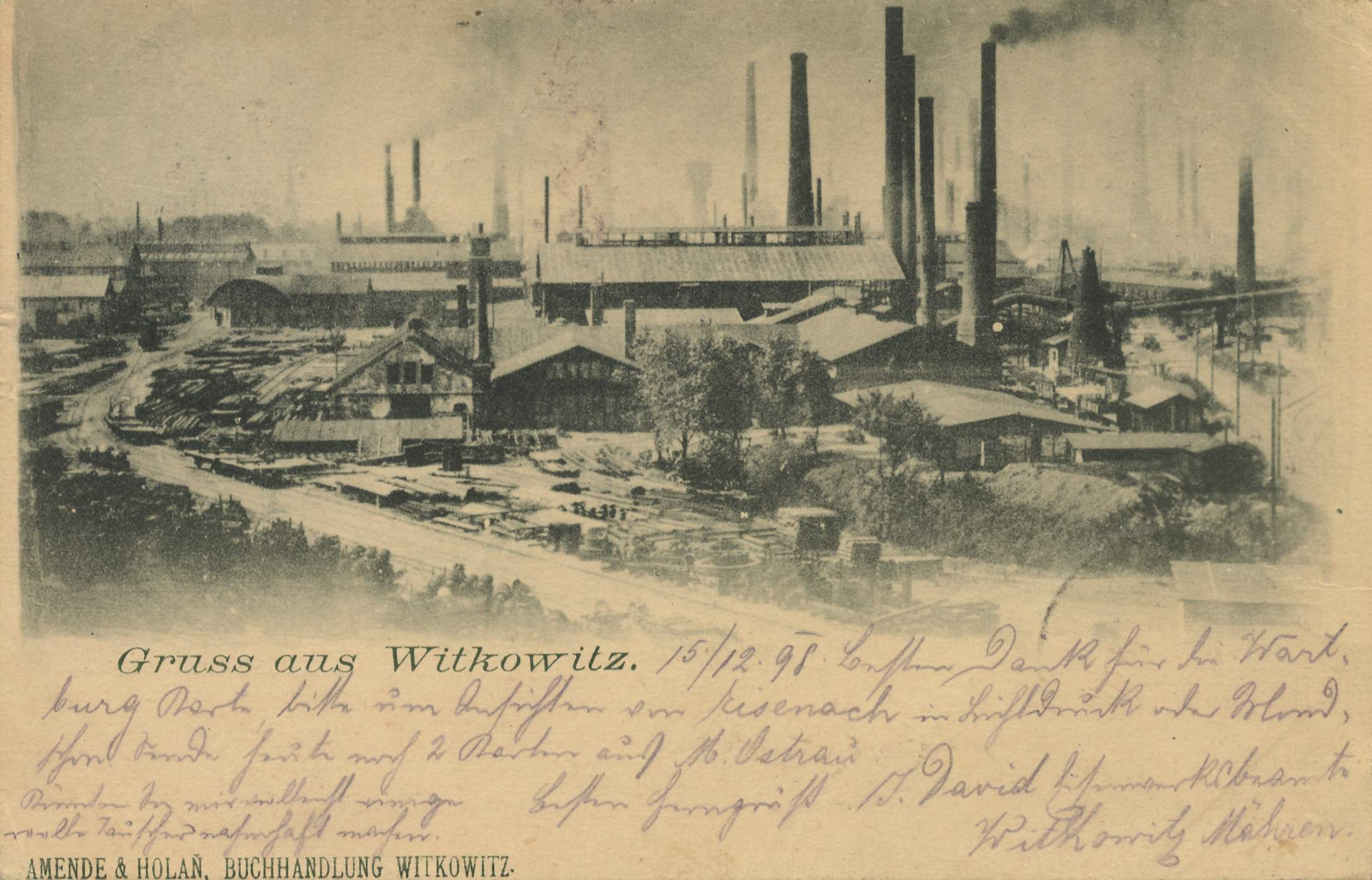
Postkarte der Witkowitzer Bergbau- und Hüttenwerke, 1898

Mährens Wirtschaft bildete eine der wichtigsten Grundlagen des Habsburgerreiches.
Um 1900 war die Landwirtschaft die Hauptbeschäftigung der Bewohner. Von der gesamten Bodenfläche kamen auf Ackerland 54,79 %, auf Wiesen und Gärten 8,21 %, auf Weingärten 0,55 %, auf Weiden 5,75 %, auf Waldungen 27,44 %. Der Ackerbau lieferte hauptsächlich Getreide, und zwar 1903: Weizen, Roggen, Gerste, Hafer und Mais. Außerdem wurden Hirse, Buchweizen, Hülsenfrüchte, Raps, Mohn, Anis, Fenchel, Flachs, Hanf, ferner in großer Menge Kartoffeln, Zuckerrüben, Futterrüben, Kraut, Klee, andere Futterkräuter und Wiesenheu gewonnen. Der Gemüsebau liefert insbesondere Spargel, der Obstbau besonders Pflaumen zur Ausfuhr. Wein wurde an den Hügeln von Znaim bis zur March hin, besonders um Bisenz, angebaut. Der Viehstand umfasste 1900: 134.026 Pferde, 789.552 Rinder, 37.683 Schafe, 158.726 Ziegen, 455.318 Schweine, 3.120.520 Stück Geflügel, insbesondere Hühner und Gänse, Bienen (91.962 Bienenstöcke).
An Rohstoffen verfügte das Land über Steinkohle, Braunkohle, Eisenerz, Roheisen, Graphit und Kupfer. Die Zahl der im Bergbau und in den Hüttenwerken verwendeten Arbeiter betrug um 1900 13.209, der Wert der Jahresproduktion 27.768.110 Kronen.
Die Industrie stand in Mähren seit der Industrialisierung auf einer hohen Stufe. Der wichtigste Zweig war die Schafwollindustrie, die die Streichgarnspinnerei, Kammgarnspinnerei, Streichgarnweberei, Erzeugung von Kammgarn- und gemischten Stoffen, Schafwollwarendruckerei, Erzeugung von Teppichen und Decken umfasste. Weitere Textilindustriezweige waren die Seidenweberei, Baumwollspinnerei und -Weberei, Flachsspinnerei und Leinweberei, Junteweberei, Baumwolldruckerei, Färberei und Appretur, Bandfabrikation, Wirkerei und Spitzenfabrikation. Hoch entwickelt war vor allem die Rübenzuckerfabrikation, die 1902 54 Fabriken mit 23.085 Arbeitern und einer Produktion von 2.823.682 metrische Zentner Zucker beschäftigte. Eisen- und Stahlwaren, Gusswaren, Schienen, Bleche, Röhren etc. liefern vor allem große Werke in Witkowitz, Blansko, Friedland und Sobotín. Andere Erzeugnisse der Metallindustrie waren Eisengeschirr, Maschinen, Drahtstifte und Zinkblech. Wichtig waren ferner die Fabrikation von Männerkleidern und Hüten, die Gerberei und Schuhwarenfabrikation, die Branntweinbrennerei und Likörerzeugung, die Bierbrauerei (1902: 120 Etablissements mit einer Erzeugung von 1.995.504 hl) und die Malzfabrikation, der Mühlenbetrieb, die Herstellung von chemischen Produkten, die Tonwaren-, Glas- und Papierfabrikation, die Erzeugung von Möbeln aus gebogenem Holz und Wagen. Vom Staat wurden sechs Tabakfabriken (mit 9681 Arbeitern) betrieben. Der Handel war bedeutend. Die Ausfuhr umfasst sowohl Rohprodukte als Fabrikate. An Verkehrswegen besaß Mähren 1878 km Eisenbahn, 12.132 km Landstraße und 264 km Wasserstraßen.

## Demografie

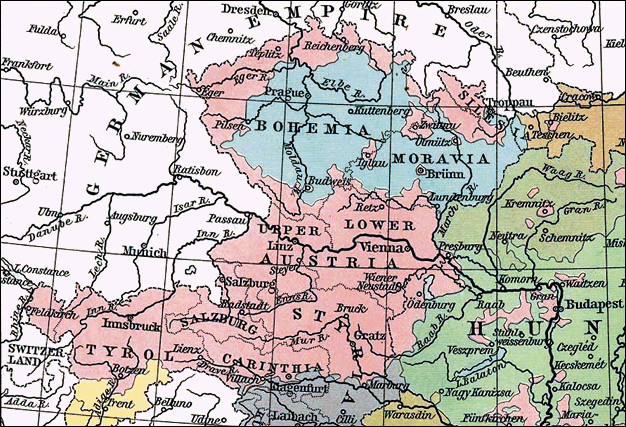
Ethnische Karte vom Westen Österreich Ungarns. Deutsche Sprachgebiete (hellrot) und tschechische (hellblau), 1911

Die mährische Bevölkerung zur Zeit der Markgrafschaft erlebte, nach dem Ereignisse wie der Dreißigjährige Krieg zu einem starken Bevölkerungsrückgang geführt hatten, zur Zeit Österreich-Ungarns ein starkes Bevölkerungswachstum. Alleine von 1890 bis 1900 kam es zu einer Vermehrung von 7,1 %. Die Einwohnerentwicklung betrug im selben Zeitraum:
| Jahr      | 1851      | 1880      | 1890      | 1900      | 1910      |
| Einwohner | 1.799.838 | 2.153.407 | 2.276.870 | 2.437.706 | 2.622.271 |

Der Nationalität nach war die Bevölkerung überwiegend slawisch und deutsch. Die deutsche Minderheit lebte überwiegend an den Grenzen zu Niederösterreich und Schlesien, sonst in verschiedenen Sprachinseln (um Brünn, Olmütz, Iglau, Zwittau) und in einigen größeren Städten. Die Slawen unterschied man zumeist durch lokale Bezeichnungen. Die ethnische Verteilung belief sich laut Volkszählungen folgendermaßen:
| Ethnie                               | 1851      |        | 1880      |        | 1890      |        | 1900      |        | 1910      |        |
| ------------------------------------ | --------- | ------ | --------- | ------ | --------- | ------ | --------- | ------ | --------- | ------ |
| Tschechen, Mährer, Slowaken (Slawen) | 1.264.027 | 70,2 % | 1.507.327 | 70,0 % | 1.590.513 | 69,9 % | 1.727.270 | 70,9 % | 1.911.316 | 71,7 % |
| Deutsche                             | 497.654   | 27,6 % | 628.907   | 29,2 % | 664.168   | 29,2 % | 675.492   | 27,7 % | 734.712   | 27,6 % |
| Polen                                |           |        | 3.083     | 0,1 %  | 5.039     | 0,2 %  | 15.560    | 0,6 %  | 15.972    | 0,6 %  |

In kirchlicher Hinsicht bildete Mähren die Diözese Olmütz, der bis heute das Bistum Brünn untersteht. Es gab 18 evangelische Gemeinden, die der Superintendentur von Mähren und Schlesien untergeordnet waren. Seniorate gab es in Brünn, Stotschau und Zauchtl. Die helvetische Kirche hatte eine Superintendenz in Ingrowitz und gliedert sich in 2 Seniorate und 24 Pfarrämter. In fasst allen bedeutenden Gemeinden bestanden jüdische Kultusgemeinden, zusammen 50. Daneben gab es noch einige kleinere Gemeinschaften wie die orthodoxe Kirche und Hussitenbewegung. Die religiöse Verteilung belief sich 1900:
| Religion           | 1900      | Prozent |
| ------------------ | --------- | ------- |
| römisch-katholisch | 2.325.057 | 95,4 %  |
| protestantisch     | 66.365    | 2,7 %   |
| jüdisch            | 44.255    | 1,8 %   |

Die Bevölkerungsdichte betrug 1910 118 Einwohner pro km².

## Bildung und Kultur

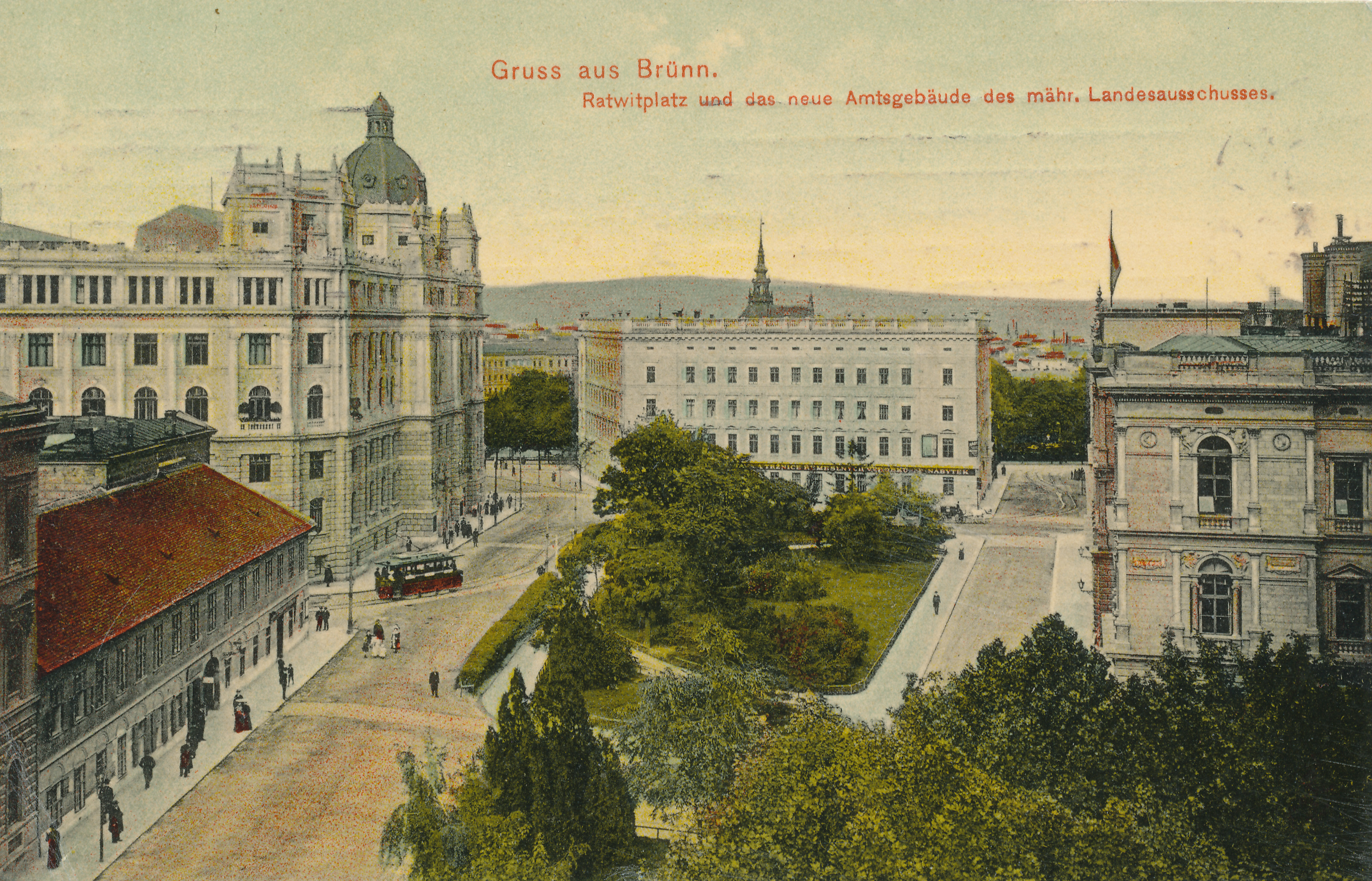
Brünn, 1908

Mähren wies eine der höchsten Alphabetisierungsraten in Österreich-Ungarn auf.
An Unterrichtsanstalten bestanden in der Markgrafschaft eine deutsche und eine tschechische Technische Hochschule in Brünn, 2 theologische Lehranstalten, 30 Gymnasien und Realgymnasien, 28 Realschulen, elf Lehrerbildungsanstalten, vier Staatsgewerbeschulen, 15 gewerbliche Fachschulen, vier höhere Handelsschulen, 46 land- und forstwirtschaftliche Schulen, eine Bergschule, eine Militäroberrealschule (Weißkirchen) und 2647 Volksschulen.
Kulturell erlebte Mähren insbesondere in der Endphase der Markgrafschaft eine kulturelle Blütezeit. Insbesondere der, seit der Auflösung der Tschechoslowakei 1992, teilweise wiederaufkommende mährische Nationalismus und Separatismus führt bis heute in der Region zu einer Glorifizierung der damaligen Zeit, in der Mähren weitgehend selbständig war. Auch brachten die neuen wissenschaftlichen und wirtschaftlichen Errungenschaften einem Großteil der Bevölkerung bessere Lebensbedingungen und ermöglichten, neben einem gewissen Wohlstand, die Beteiligung der Mehrheit der Bevölkerung am kulturellen Leben des Kronlandes. Das zeigte sich vor allem beim Wachstum der wichtigsten Städte wie der Hauptstadt Brünn oder Olmütz, die stark ausgebaut wurden und zu wichtigen Zentren in Kultur, Politik und Wissenschaft wurden.

## Konfessionelle Geschichte

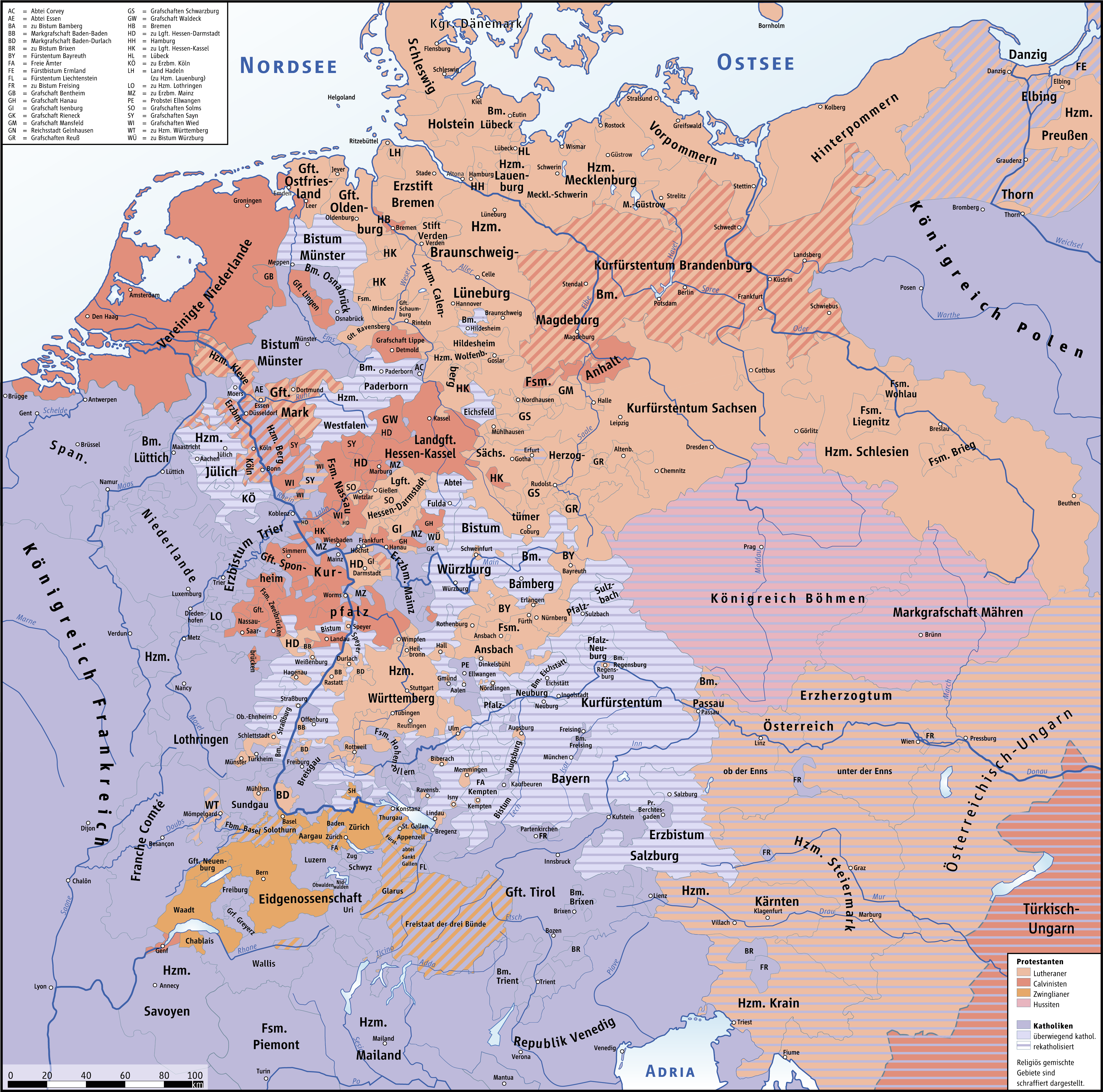
Karte der Konfessionen in Mitteleuropa 1618, in Rottönen die protestantischen und in Blautönen die katholischen Konfessionen

Vor 1436 war die einzige anerkannte Konfession in der Markgrafschaft Mähren die römisch-katholische Kirche.
Die Verbrennung des Theologen und Reformators Jan Hus am 6. Juli 1415 löste im Königreich Böhmen heftige Proteste aus. Seitdem haben sich verschiedene reformatorische beziehungsweise revolutionäre Bewegungen dort gebildet, die sich gegen die römisch-katholische Kirche richteten. Diese neuen Bewegungen wurden unter Katholiken kollektiv als Hussiten bekannt und breiteten sich bald auch im tschechischsprachigen Mähren aus. Infolge der Auseinandersetzungen mit der römisch-katholischen Kirche und auch innerhalb dieser uneinheitlichen Bewegung (insbesondere zwischen Radikalen und Gemäßigten) kam es in den Jahren 1419–1434 zu den Hussitenkriegen. Die Hussitenkriege endeten mit einem katholisch-utraquistischen Sieg, aber eine religiöse Stäbilität konnte die Markgrafschaft vor 1485 tatsächlich nicht erreichen.
Der traditionelle Utraquismus war erst seit 1436 durch die entsprechend dem Konzil von Basel vereinbarten Iglauer Kompaktaten in der Markgrafschaft Mähren rechtlich anerkannt. Die hussitischen Utraquisten bildeten die Mehrheit der Christen in der Markgrafschaft, besonders unter der Bevölkerung und einigem Adel. Trotzdem gab es in Mähren eine große Minderheit der Katholiken, viele davon waren Mitglieder des mährischen Adels die de facto das Land bis in den Dreißigjährigen Krieg kontrollierten. 1457 hat sich die protestantische Kleinstgruppe der Böhmischen Brüder (auch Mährische Brüder genannt) von den utraquistischen Hussiten abgespalten. Der hussitische Glaube des neuen böhmischen Königs (und auch Markgraf von Mähren) Georg von Podiebrad verursachte weitreichende diplomatische Empörung im katholischen Europa und führte zum Krieg mit dem ungarischen König Matthias Corvinus der von 1468 bis 1479 dauerte und mit dem Frieden von Olmütz endete. Die böhmischen Kronländer, insbesondere Mähren und Schlesien, wurden erobert und erneut zum Katholizismus gebracht. Mit dem Frieden von Olmütz verzichtete Corvinus auf weitere Ansprüche in Böhmen, behielt aber die böhmischen Nebenländer Mähren, Schlesien, Ober- und Niederlausitz sowie den Titel als König von Böhmen. Die böhmischen Herrschaftsansprüche desjenigen, der als Erster sterben würde, sollten an den jeweils anderen fallen. Mit dieser Bestimmung wurde die staatsrechtliche Einheit der böhmischen Krone gewahrt, auch wenn es momentan zwei Könige gab. 1490 wurde Vladislav II. mit dem Tod Mathias' König über ganz Böhmen und konnte auch den Thron Ungarns erwerben.
1485 wurden die Basler Kompaktaten im böhmischen Kutná Hora durch die böhmischen Stände bestätigt. Die Vladislavsche Landesordnung von 1500 führte keine Rechtsbeschränkungen für die Hussiten ein. Der böhmische Landtag von 1512 hat diese Vereinbarung auf „ewige Zeiten“ verlängert. Alle dieser drei Vereinbarungen wurden auch in der Markgrafschaft in Kraft gesetzt.
Ab 1520 gewann im Königreich die lutherische Reformation zunehmend an Einfluss. Das Luthertum hatte sich besonders unter den Deutschmährern verbreitet. Ab 1525 gründeten sich auch verschiedene Täufergemeinden z. B. in Nikolsburg. 1575 entstand im Auftrag der nichtkatholischen Länder der Böhmischen Krone die durch hussitische Neuutraquisten und Lutheraner verfasste Confessio Bohemica. Der Calvinismus erreichte die Markgrafschaft Mähren spät in der zweiten Hälfte des 16. Jahrhunderts. Wegen konfessioneller Vielfalt des böhmischen Protestantismus gelang die Bildung einer Landeskirche nicht. Die protestantischen Glaubensrichtungen erlangten mit dem Majestätsbrief von 1609 ihre Anerkennung als erlaubte Konfessionen.
Im Jahr 1618 mit dem zweiten Prager Fenstersturz brach der Dreißigjährige Krieg aus. Im Jahr 1619 vereinigte sich die Markgrafschaft mit anderen böhmischen Kronländern (darunter katholisch-hussitisches Böhmen, lutherisches Schlesien, katholisch-lutherisches Oberlausitz und lutherisches Niederlausitz) zur Böhmischen Konföderation. Unter dem calvinistischen König Friedrich V. von der Pfalz, erklärte die Konföderation den Protestantismus faktisch zur Staatsreligion.
Nach der Schlacht am Weißen Berge 1620 wurde die große Mehrheit der Hussiten und andere Protestanten schließlich mit Gewalt zum Katholizismus zurückgeführt, vertrieben oder flüchtete in die verbliebenen protestantischen Länder. Die Markgrafschaft war nun fast ausschließlich römisch-katholisch mit protestantischen Kleinstgemeinden, die eine Diskriminierung seitens der habsburgischen römisch-katholischen Obrigkeit erlitten. Die böhmische römisch-katholische Kirche war nun durch Kryptoprotestantismus langfristig geprägt. Ein anti-katholisches Sentiment führte im Jahr 1920 zur Abspaltung der Tschechoslowakische Hussitische Kirche von der römisch-katholischen Kirche und prägt die tschechische römisch-katholische Kirche bis heute.